# Death Wish 3
Death Wish 3, anche scritto Deathwish III nelle schermate di gioco, è un videogioco basato sul film Il giustiziere della notte 3, pubblicato nel 1987 per Amstrad CPC, Commodore 64, MSX e ZX Spectrum dalla Gremlin Graphics.
Il giocatore controlla Paul Kersey, il protagonista della serie di film, mentre si aggira per le strade di New York infestate da malviventi e sommosse facendo da giustiziere in modo particolarmente cruento.

## Modalità di gioco
Il gioco si svolge lungo le strade e dentro gli edifici della città. Gli sfondi sono tridimensionali ma l'azione di gioco è bidimensionale, con i personaggi visti di profilo che si muovono in orizzontale. Non c'è scorrimento, la schermata è fissa e cambia quando si raggiungono i bordi o si svolta.
Oltre ai malviventi armati di mazze e pistole, in città si aggirano a piedi civili inermi (ma le vecchiette si difendono, a volte con successo, a colpi di borsetta), medici che raccolgono i feriti, e poliziotti che collaborano contro i nemici. I poliziotti possono essere colpiti anche da Paul, e in tal caso diventare ostili. Gli obiettivi principali sono i capibanda nascosti negli edifici; il gioco comunque non ha livelli né un finale e nuovi capibanda ricompaiono.
Paul dispone di pistola .475 Wildey Magnum, fucile a pompa, mitragliatrice e lanciarazzi, tutti con proiettili limitati ma rimpiazzabili con armi trovate in giro. Protetto da un giubbotto antiproiettile, ha una sola vita ma una certa resistenza ai colpi. I movimenti possibili sono correre orizzontalmente, cambiare schermata (comando su/giù), usare le porte e sparare. In alcuni edifici è possibile affacciarsi alla finestra; in questo caso la visuale diventa in prima persona e si può sparare con un mirino ai nemici all'esterno, che non possono reagire, ma si può essere attaccati alle spalle da quelli all'interno.
Si dispone di una bussola e di una minimappa della zona circostante, che ruota secondo l'orientamento del luogo in cui ci si trova, e che si può commutare per vedere la posizione dei capibanda o delle armi da raccogliere. Messaggi di testo della polizia indicano la posizione delle nuove sommosse.